# Andante Festivo
Andante Festivo és un quartet de corda de Jean Sibelius en un sol moviment. Originalment fou composta per a quartet de corda (1922) i reorquestrada més tard per a orquestra de corda i timbales (1939). L'obra fou interpretada al funeral del compositor.

## Composició i versions
L'any 1922 Walter Parviainen va encarregar a Sibelius una cantata per celebrar els 25 anys de la serradora de Säynätsalo. El compositor decidí escriure una obra curta per a quartet de corda.
Durant els anys 30 Sibelius dedica molt de temps a escoltar la ràdio. Veient els defectes dels altaveus de l'època conclou que la música pensada per a la ràdio cal compondre-la diferent que aquella pensada per a concerts en viu. L'oportunitat de posar a prova la seva idea li arriba quan el seu amic Olin Dowes, crític musical del New York Times, li demana que dirigeixi una obra per a una retransimssió radiofònica amb motiu de l'Exposició Universal de Nova York. Sibelius prepara una versió de l'Andante Festivo per a orquestra de corda i timbales, que és retransmesa per ràdio l'1 de gener de 1939 amb l'Orquestra de Simfònica de la Ràdio Finesa sota la batuta del mateix compositor. Aquesta fou l'última vegada que Sibelius va dirigir una orquestra i l'única que ha quedat enregistrada.